# CAGE FORCE 05
CAGE FORCE 05（ケージ・フォース・ファイブ）は、日本の総合格闘技団体「CAGE FORCE」の大会の一つ。2007年12月1日、東京都江東区有明のディファ有明で開催された。

## 大会概要
CAGE FORCEライト級王座決定トーナメント決勝ではアルトゥール・ウマハノフが朴光哲を僅差の判定で降し、初代CAGE FORCEライト級王者となった。ウェルター級王座決定トーナメント決勝では吉田善行がダン・ハーディーのローキックを下腹部に受け、休憩が設けられるも続行不能となり、失格勝ちによって初代CAGE FORCEウェルター級王者となった。なお、参戦予定であった北岡悟は対戦相手の調整が困難となったため欠場となった。
メインのウマハノフ vs. 朴、セミの吉田 vs. ハーディーの2試合は、2007年12月29日深夜（実際には2007年12月30日）にテレビ東京で地上波放送された。

## 試合結果

### プレリミナリー・ファイト
第1試合 バンタム級 5分2R
○  遠藤大翼 vs.  桑原宏幸 ×
1R 2:52 TKO（レフェリーストップ：パウンド）
第2試合 ライト級 5分2R
○  太田純一 vs.  滝田浩史 ×
2R終了 判定3-0
第3試合 フェザー級 5分2R
○  川原誠也 vs.  荒川裕志 ×
2R終了 判定3-0

### 本戦カード
第1試合 ミドル級 5分2R
○  内藤征弥 vs.  佐藤豪則 ×
1R 4:45 TKO（ドクターストップ：鼻のカット）
第2試合 ライト級 5分2R
△  ISE vs.  飯田崇人 △
2R終了 判定0-0
第3試合 バンタム級 5分2R
○  水垣偉弥 vs.  小塚誠司 ×
2R終了 判定3-0
第4試合 バンタム級 5分2R
○  大沢ケンジ vs.  パンチィー山内 ×
2R終了 判定3-0
第5試合 ライト級 5分3R
○  廣田瑞人 vs.  シン・ドゥギ ×
1R 0:16 KO（スタンドパンチ連打）
第6試合 57kg契約 5分3R
△  漆谷康宏 vs.  ジェシー・タイタノ △
3R終了 判定1-0
第7試合 ウェルター級王座決定トーナメント 決勝戦 5分3R
○  吉田善行 vs.  ダン・ハーディー ×
2R 0:04 失格（ローブロー）
※吉田が王座獲得に成功。
第8試合 ライト級王座決定トーナメント 決勝戦 5分3R
○  アルトゥール・ウマハノフ vs.  朴光哲 ×
3R終了 判定2-1
※ウマハノフが王座獲得に成功。